# Раслово-Монастырское
Раслово-Монастырское — деревня в Любимском районе Ярославской области.
С точки зрения административно-территориального устройства входит в состав Осецкого сельского округа. С точки зрения муниципального устройства входит в состав Осецкого сельского поселения.

## География
Расстояние до ближайшего населённого пункта — 582 м, до центра сельского поселения Гузыцина — 8,18 км, до райцентра Любима — 9,32 км. Высота над уровнем моря — 126 м.

### Климат
Климат характеризуется как умеренно континентальный, с умеренно тёплым влажным летом, умеренно-холодной зимой и ярко выраженными сезонами весны и осени. Среднегодовая температура воздуха +3,2 °C. Средняя температура воздуха самого холодного месяца (января) — −11,7 °C (абсолютный минимум — −35 °C), средняя температура самого тёплого (июля) — +18,2 °С (абсолютный максимум — +34 °C). Безморозный период длится около 214 дней. Годовое количество атмосферных осадков составляет 641 мм, из которых большая часть (около 70 %) выпадает в тёплый период. Устойчивый снежный покров держится в течение 151 дня

### Часовой пояс
Глебово, как и вся Ярославская область, находится в часовой зоне МСК (московское время). Смещение применяемого времени относительно UTC составляет +3:00.

## История
Появилась не позднее XVII века. Первоначально называлась Расловское-Монастырское, а с 1760-х годов после Секуляризационной реформы 1764 года Расловское-Экономическое, последняя часть названия в народе не прижилась. Первую часть названия получила от имени Ростл, а вторую от принадлежности к монастнырю, по разным сведениям к Шарненскому или Спасо-Преображенскому Геннадиеву. Со временем к деревне присоединилось село Воскресенское на Горках с церковью Воскресения Словущего, построенной в 1767 году. Во второй половине XIX века была построена земская школа, здание которой сохранилось до наших дней. В 1859 году в казённой деревне Расловское было 23 дворов, 45 мужчин, 88 женщин. В 1886 году в бывшей государственной деревне Расловское Васильевской волости, при речке Вамешке было 26 дворов, 143 жителей, работала лавка. В 1901 году в деревне Расловское-Монастырское Расловского общества Ескинской волости, 31-го школьного округа, Воскресенского на Горках прихода дворов по сведениям сельских старост было 26 дворов. В 1914 году в деревне Расловское-Монастырское Ескинской волости было 175 жителей.
В начале 1920-х годов при деревне Рословское-Монастырское Ескинской волости работала сельхозартель «Свет». В 1924 году был образован сельсовет. Была размещена центральная усадьба колхоза «Путь Ильча». Уроженцы и жители деревни участвовали в Великой Отечественной войне. Не ранее 1962 года колхоз стал Расловским отделением крупного совхоза «Большевик», где работали многие  местные жители. Стала назваться по-современному Раслово-Монастырское или Раслово или Расловское. Были построены клуб, магазин, школа, баня, большой детский сад. Пик расцвета деревни пришёлся на 1980-е годы и закончился в 1991 году. Так, в 1989 году деревня насчитывала 114 жителей.
В 2003 году было закрыто почтовое отделение, а в 2011 году была закрыта школа, где на тот момент обучалось всего 4  ребёнка. Со второй половины 2010-х годов по настоящее время население Раслова-Монастырского падает.

## Население
| 1859 | 1914 | 2002 | 2007 | 2010 |
| ---- | ---- | ---- | ---- | ---- |
| 133  | ↗175 | ↘91  | ↗94  | ↘78  |

| Год  | Число постоянных хозяйств | Численность населения, чел. | Численность населения, чел. | Численность населения, чел. |
| Год  | Число постоянных хозяйств | Всего                       | Зарегистрированных          | Незарегистрированных        |
| ---- | ------------------------- | --------------------------- | --------------------------- | --------------------------- |
| 2014 | 30                        | 80                          | 79                          | 1                           |
| 2015 | 29                        | 75                          | 74                          | 1                           |
| 2016 | 29                        | 74                          | 73                          | 1                           |

| Год  | Число постоянных хозяйств | Численность населения, чел. | Численность населения, чел.  | Численность населения, чел.         |
| Год  | Число постоянных хозяйств | Всего                       | Зарегистрированных постоянно | Зарегистрированных на 1 год и более |
| ---- | ------------------------- | --------------------------- | ---------------------------- | ----------------------------------- |
| 2017 | 28                        | 70                          | 69                           | 1                                   |
| 2018 | 27                        | 69                          | 68                           | 1                                   |
| 2019 | 28                        | 66                          | 65                           | 1                                   |
| 2020 | 28                        | 65                          | 64                           | 1                                   |

## Инфраструктура
Застройка преимущественно одноэтажная, реже двухэтажная. Согласно ОКАТО, улицы четыре: Луговая, Полевая, Центральная и Школьная, дома 53.
- ФАП[2];
- Кладбище[2];
- Магазин[6];
- МУП «Расловский ЦДК»[2][6], на базе которого работают
  - Сельская библиотека[30],
  - Туристический центр «Любава»[30],
  - Музей имени Пшеницына[30];
- Недействующая Церковью Воскресения Словущего на бывшем погосте Воскресенское на Горках (1767)[7];
- Храм-часовня Новомучеников и исповедников Российских (2016)[31];
- Памятник Погибшим воинам в годы Великой Отечественной войны[13];
- Выход в Интернет и мобильная связь[32][33][34];
- Электричество[2];
- Автодороги[2].

Выявленные объекты культурного наследия
- Ансамбль Церкви Воскресения[7] Словущего на бывшем погосте Воскресенское на Горках, включающий
  - Восточные ворота с остатками ограды, Святые ворота (вторая половина XVIII века — начало XIX века),
  - Церковь Воскресения[2] Словущего на бывшем погосте Воскресенское на Горках[7] (1767)[2][7]
  - Часовня (вторая половина XVIII века — начало XIX века)[2];
- Школа земская (вторая половина XIX века)[2].

### Комментарии
1. ↑  2020 год